# 捩率
捩率（れいりつ、英: torsion）または捩れ率（ねじれりつ）とは、空間内の曲線の、平面曲線からの離れ具合を表す量である。これは平面曲線の曲率の空間版であり、空間内の曲線は曲率と捩率が与えられれば、向きを保つ合同変換を除いて一意に定まる（曲線論の基本定理）。

## 定義
R3上の空間曲線を、弧長パラメータsで表示したものをr(s)とする。
捩率{\displaystyle \tau }(s)は
{\displaystyle \tau (s)=-{\boldsymbol {b}}'(s)\cdot {\boldsymbol {n}}(s)}
で与えられる。
ここで、b(s) は従法線ベクトル
{\displaystyle {\boldsymbol {b}}(s)={\boldsymbol {r}}'(s)\times {\boldsymbol {n}}(s),}
n(s)は主法線ベクトル
{\displaystyle {\boldsymbol {n}}(s)={\frac {{\boldsymbol {r}}''(s)}{|{\boldsymbol {r}}''(s)|}}}
である。
' はsによる微分、{\displaystyle \times }は外積を意味する。

## 参考資料
- 梅原雅顕・山田光太郎　『曲線と曲面』　裳華房、2002年、ISBN 4-7853-1531-8